# نبرد خندق (۹۳۹ میلادی)
نبرد خندق (به عربی: معركة الخندق) (به اسپانیایی: Batalla de Alhandic) که با نام نبرد سامورا نیز شناخته می‌شود، نبردی در سال ۹۳۹ میلادی بین نیروهای خلافت قرطبه و پادشاهی لئون بر سر شهر سامورا در اسپانیا بود که در نهایت با پیروی مسلمانان و سلطه آن‌ها بر این شهر به پایان رسید.